# تویوتا گازو ریسینگ اروپا
تویوتا گازو ریسینگ اروپا جی‌ام‌بی‌اچ (انگلیسی: Toyota Gazoo Racing Europe) مرکز خدمات مهندسی خودرو و موتورسواری متعلق به کمپانی تویوتا برای حضور در مسابقات جهانی اروپایی در کلن ، آلمان است. این شرکت کاملاً متعلق به شرکت تویوتا موتور است.

## نگارخانه

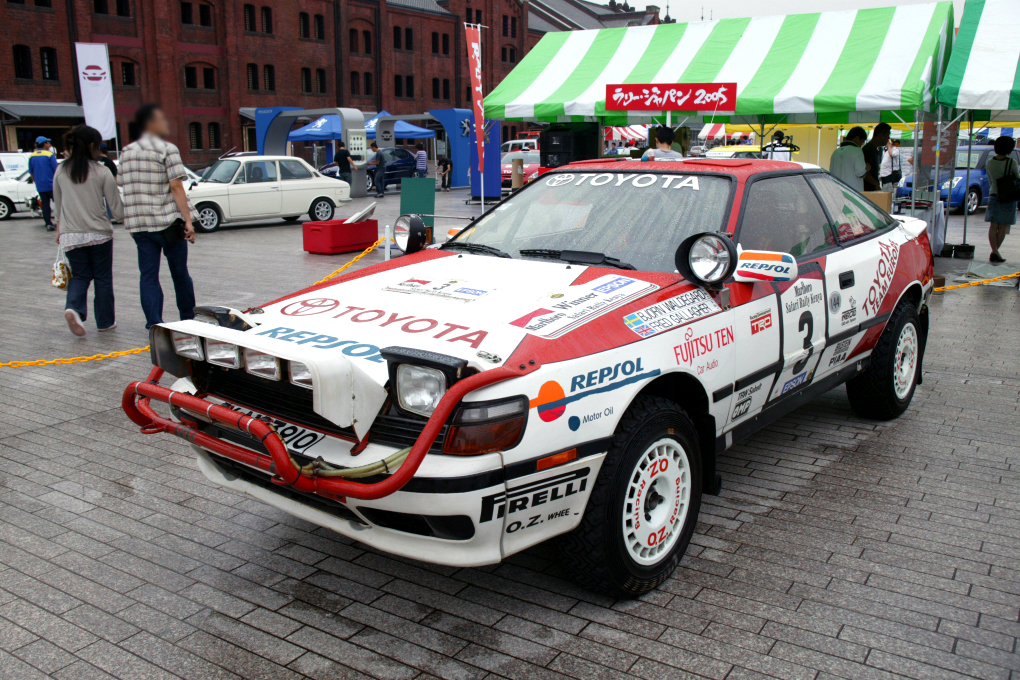
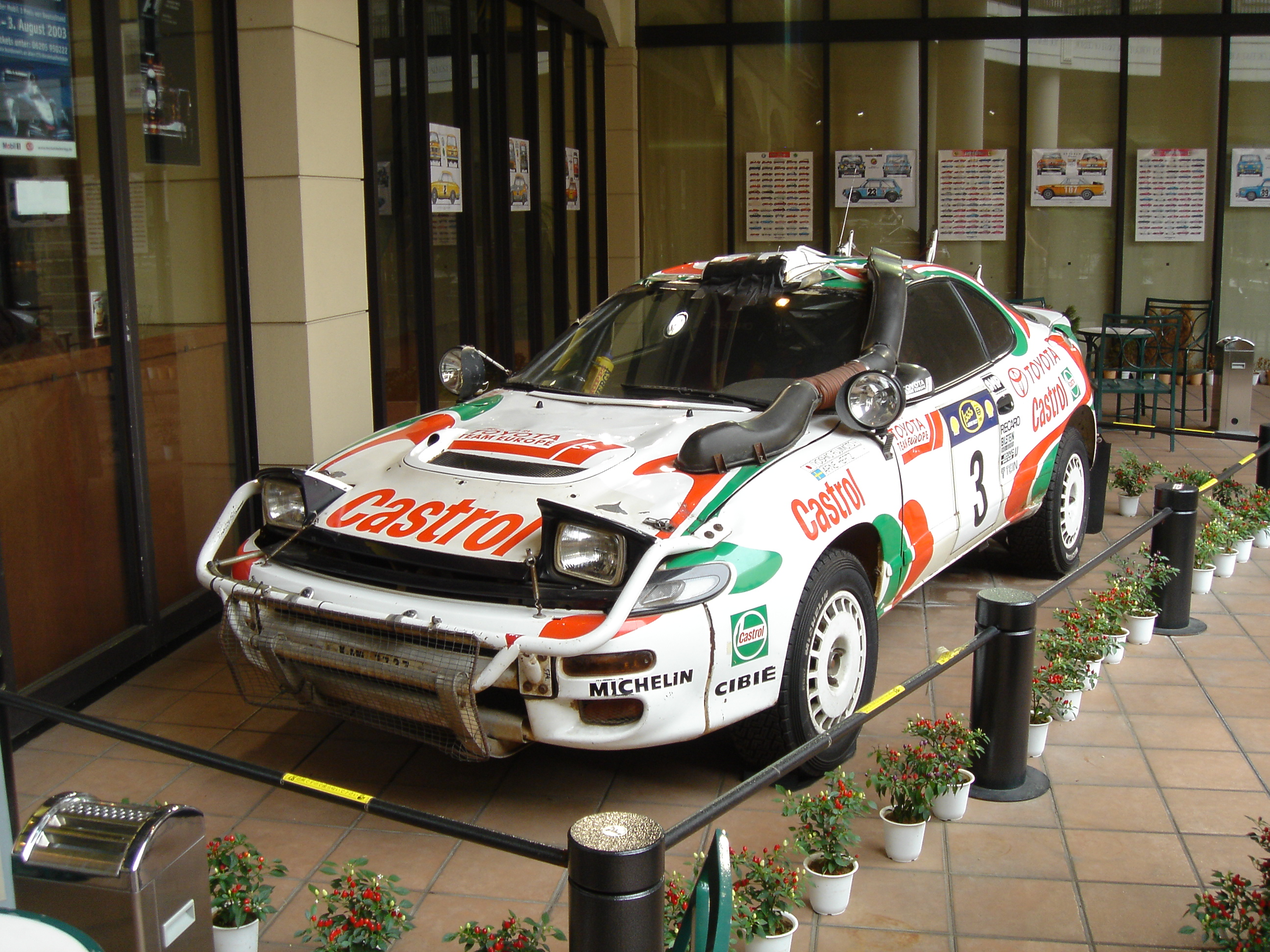
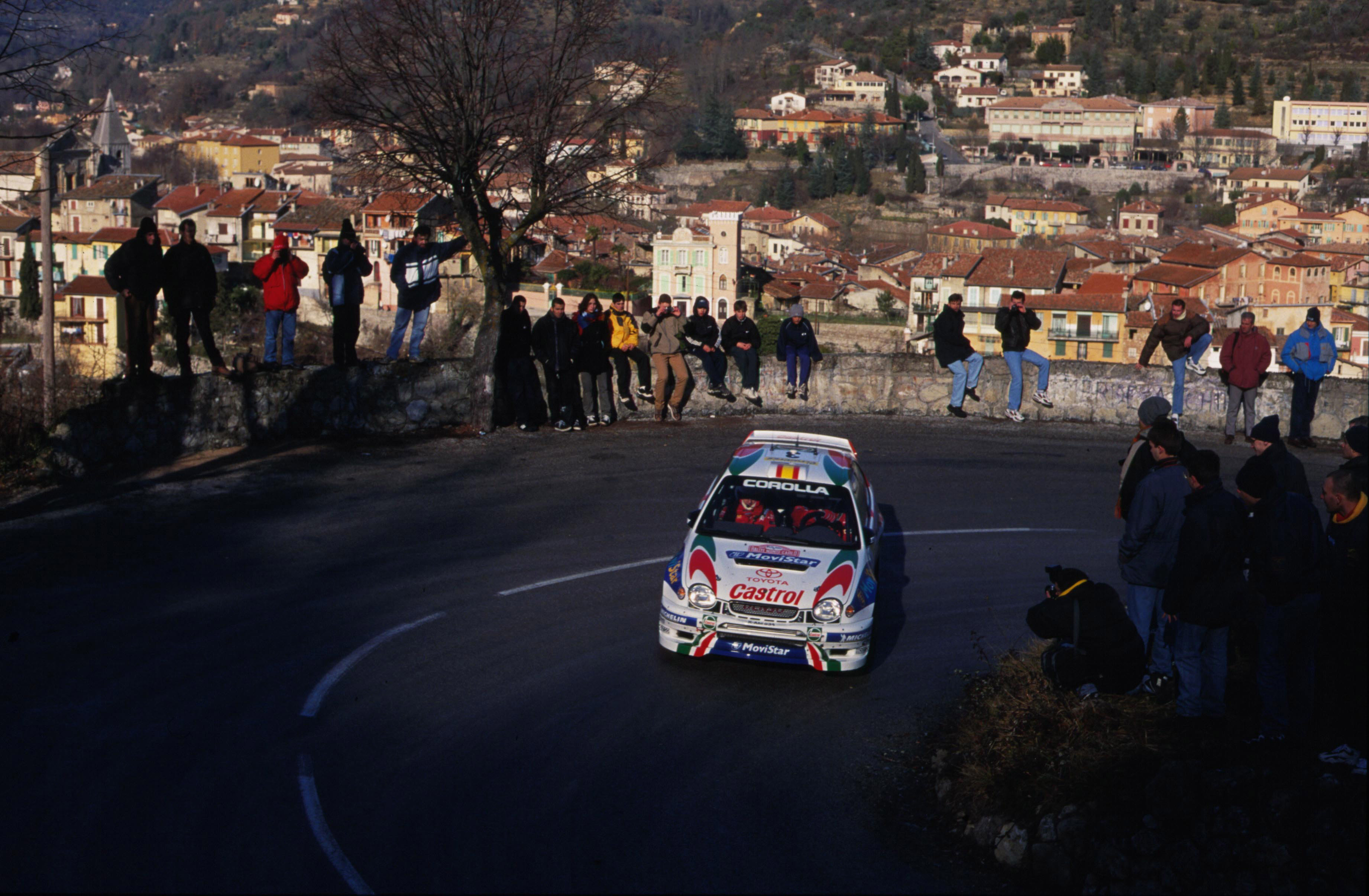